# Com os Olhos da Fé
Com os olhos da Fé é o quarto álbum de estúdio de Bruna Karla, lançado em agosto de 2007 pela gravadora MK Music. 
Produzido por Jairinho Manhães, o disco vendeu mais de 50 mil cópias, recebendo a certificação de disco de ouro pela Associação Brasileira dos Produtores de Discos.

## Faixas
1. Com os Olhos da Fé (Anderson Freire)
2. Águas de Deus (Elaine Araújo)
3. Eu Sei Que Não Estou Só (Anderson Freire)
4. Quem Poderá Impedir? (Kelly Blima)
5. A Ordem é Marchar (Jairo Bonfim)
6. Deus do Impossível (Anderson Freire)
7. No Santíssimo Lugar (Moisés Cleyton)
8. Força do Senhor (Anderson Freire)
9. Vai (Flávia Afonso e Cassiane)
10. Milagre no Mar (Marcelo Bastos)
11. A Glória Desce (Rozeane Ribeiro)
12. Vou Te Amar (Bruna Karla e Oziel Silva)

## Clipes
- Eu sei que não estou só